# Волково (Саратовская область)
Волково — село в Марксовском районе Саратовской области, в составе сельского поселения Зоркинское муниципальное образование.
Основано как немецкая колония Шафгаузен в 1767 году
Население — 119 (2010)

## Топоним
Наименование получила по названию одного из швейцарских кантонов, по образу которых хотели ввести устройство и обработку земли в немецких колониях Поволжья. После 1915 года получило современное название.

## История
Основано в 1767 года вызывателем[прояснить] бароном Борегардом. Первоначально заложено у реки Малый Караман, в 1770 году перенесено на более благоприятное место. Первые поселенцы — 31 семья из Гессена, Дессау и Пфальца. До октября 1918 года католическое село Панинского колонистского округа, с 1871 года — Панинской волости Вольского, затем Николаевского уезда Самарской губернии.
Колония относилась к лютеранским приходам Екатериненштадт, затем Беттингер. В 1833 году открыта лютеранская церковь. В 1857 году земельный надел составил 4657 десятин. В 1910 году село имело лютеранскую церковь, земскую и церковно-приходскую школы, мельницу с нефтяным двигателем.
После образования трудовой коммуны (автономной области) немцев Поволжья (с 1923 года — АССР немцев Поволжья) село в составе Панинского (Шенхенского) района, после перехода к кантонному делению в составе Марксштадтского кантона. По состоянию на 1926 год село Шафгаузен — административный центр Шафгаузенского сельского совета (село официально переименовано в 1928 году). С 1 января 1935 года, после выделения Унтервальденского кантона из Марксштадтского, и до ликвидации АССР немцев Поволжья в 1941 году село Шафгаузен относилось к Унтервальденскому кантону АССР немцев Поволжья.
Население края резко сократилось вследствие массового голода в Поволжье: в 1921 году в селе родилось 203, умерли 626 человек. В 1926 году в селе имелись сельсовет, кооперативная лавка, сельскохозяйственное кредитное товарищество, начальная школа, изба-читальня
28 августа 1941 года был издан Указ Президиума ВС СССР о переселении немцев, проживающих в районах Поволжья. Немецкое население депортировано в Сибирь и Казахстан, село, как и другие населённые пункты Унтервальденского кантона было включено в состав Саратовской области. Впоследствии вновь переименовано в село Волково.

## Физико-географическая характеристика
Село находится в Низком Заволжье, относящемся к Восточно-Европейской равнине, на первой надпойменной террасе Волги. Почвы — чернозёмы южные.
По автомобильным дорогам расстояние до областного центра города Саратова — 120 км, до районного центра города Маркс — 55 км, до административного центра сельского поселения села Зоркино — 13 км, до ближайшего города Балаково — 54 км. У села проходит региональная автодорога Р226 (Волгоград — Энгельс — Самара)
Часовой пояс
Волково, как и вся Саратовская область, находится в часовой зоне МСК+1. Смещение применяемого времени относительно UTC составляет +4:00.

## Население
| 1769  | 1773  | 1788  | 1798  | 1816  | 1834  | 1850  |
| ----- | ----- | ----- | ----- | ----- | ----- | ----- |
| 87    | ↗153  | ↗217  | ↗277  | ↗485  | ↗885  | ↗1191 |
| 1859  | 1889  | 1897  | 1905  | 1910  | 1920  | 1922  |
| ↗1349 | ↗2241 | ↗2597 | ↗4005 | ↗4137 | ↘3439 | ↘2572 |
| 1923  | 1926  | 1931  | 2002  | 2010  |       |       |
| ↘2352 | ↘2329 | ↗3211 | ↘139  | ↘119  |       |       |

В 1931 году 99 % населения села составляли немцы.